# زیردریایی خرچنگ (۱۹۱۲)
زیردریایی خرچنگ (۱۹۱۲) (به انگلیسی: Russian submarine Krab (1912)) یک زیردریایی بود که طول آن ۵۲٫۸ متر (۱۷۳ فوت) بود. این زیردریایی در سال ۱۹۱۲ ساخته شد.